# زمین‌لرزه ۱۹۰۴ تایوان
زمین‌لرزه تایوان در تاریخ ۵ نوامبر ۱۹۰۴ میلادی، برابر با ‎۱۴ آبان ۱۲۸۳، ساعت ۲۰:۲۵:۰۰ به زمان یوتی‌سی در تایوان رخ داد. بزرگی آن ۶٫۳ در مقیاس ریشتر اعلام شده‌است. زمین‌لرزه به وقت محلی در روز یکشنبه، ساعت ۴ روی داده و منطقه زمانی آن یوتی‌سی +۸ بوده‌است.
سازمان زمین‌شناسی آمریکا نیز جای این زمین‌لرزه را در مختصات ۲۳°۳۰′شمالی ۱۲۰°۱۸′شرقی / ۲۳٫۵°شمالی ۱۲۰٫۳°شرقی و بزرگی آنرا برابر با ۶٫۳ در مقیاس ریشتر اعلام کرده‌است.
شمار کشتگان زلزله حدود ۱۴۵ نفر بوده‌است. تعداد زخمیان ۱۵۸ نفر برآورده شده‌است.